# Kanton Belleville-sur-Meuse
Belleville-sur-Meuse (fr. Canton de Belleville-sur-Meuse) je francouzský kanton v departementu Meuse v regionu Grand Est. Tvoří ho 28 obcí. Zřízen byl v roce 2015.

## Obce kantonu
| - Abaucourt-Hautecourt - Beaumont-en-Verdunois - Belleville-sur-Meuse - Bezonvaux - Blanzée - Bras-sur-Meuse - Champneuville - Charny-sur-Meuse - Châtillon-sous-les-Côtes - Cumières-le-Mort-Homme - Damloup - Dieppe-sous-Douaumont - Douaumont - Eix | - Fleury-devant-Douaumont - Gincrey - Grimaucourt-en-Woëvre - Haumont-près-Samogneux - Louvemont-Côte-du-Poivre - Maucourt-sur-Orne - Mogeville - Moranville - Moulainville - Ornes - Samogneux - Thierville-sur-Meuse - Vacherauville - Vaux-devant-Damloup |